# Parco Chico Mendes

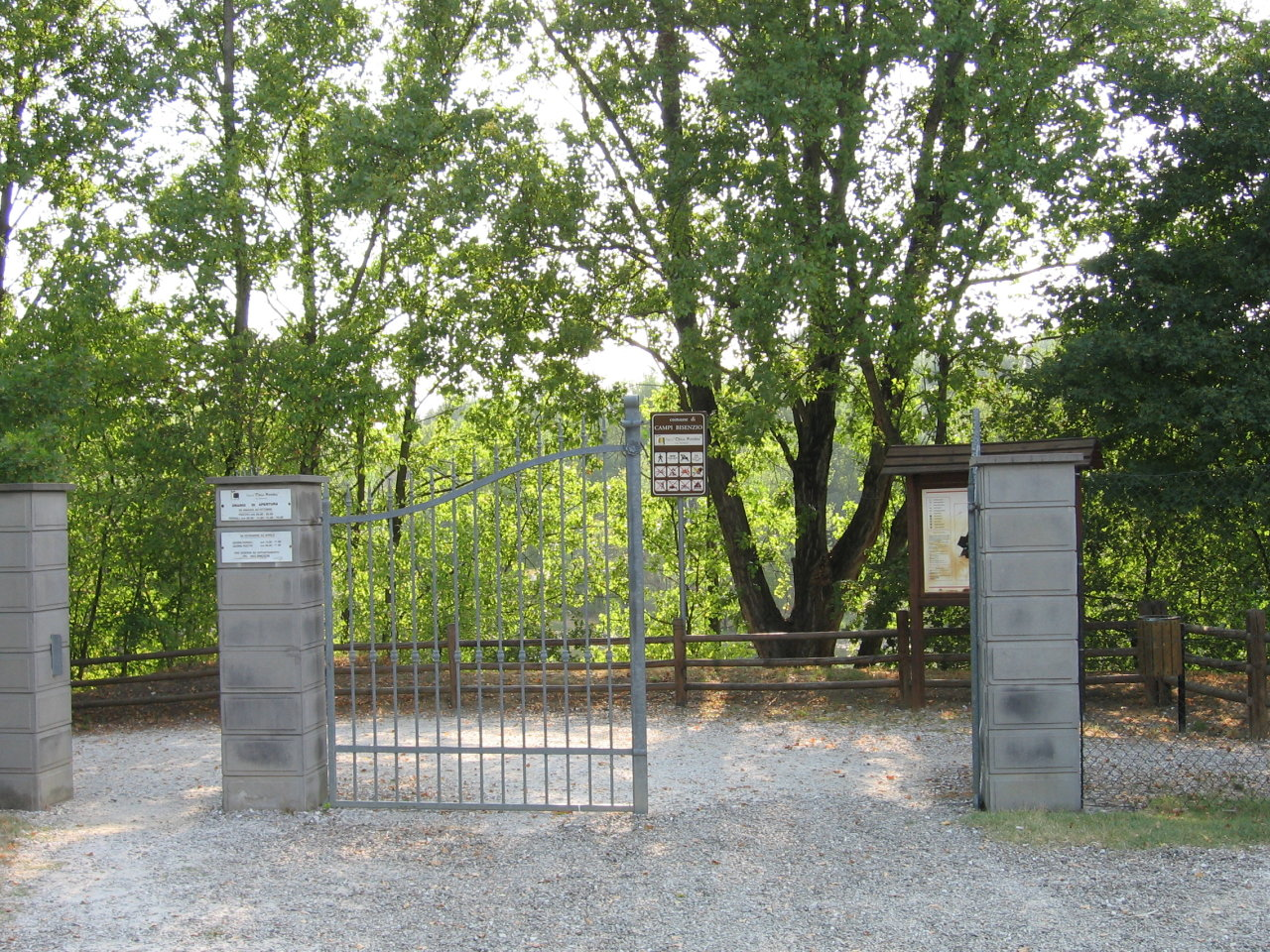
Ingresso del Parco Chico Mendes

Il Parco Chico Mendes è un parco naturale di 15 ettari di estensione che si sviluppa all'interno della frazione di San Donnino, facente parte del comune di Campi Bisenzio, creato all'interno di un'ex cava utilizzata per anni come discarica abusiva e bonificata alla fine degli anni '90. Il parco è dedicato a Chico Mendes.

## Storia
L'area su cui sorge oggi il parco fu oggetto, durante gli anni '80, di un'intensa attività estrattiva di sabbia; finita l'opera estrattiva, l'area divenne una discarica abusiva di rifiuti. Nel 1993 la Regione Toscana inserì l'area nel Piano Regionale delle Bonifiche, bonifica che iniziò nel 1998 quando il comune di Campi Bisenzio, nel cui territorio ricade l'area, approvò il progetto esecutivo della bonifica, risistemazione ambientale ed inserimento dell'area nel Parco Fluviale della riva destra del fiume Arno.
Nel settembre del 2000 il parco è stato ufficialmente inaugurato e dato in gestione dal comune al Circolo Culturale Ricreativo e Sportivo San Donnino.

## Bonifica e risistemazione ambientale

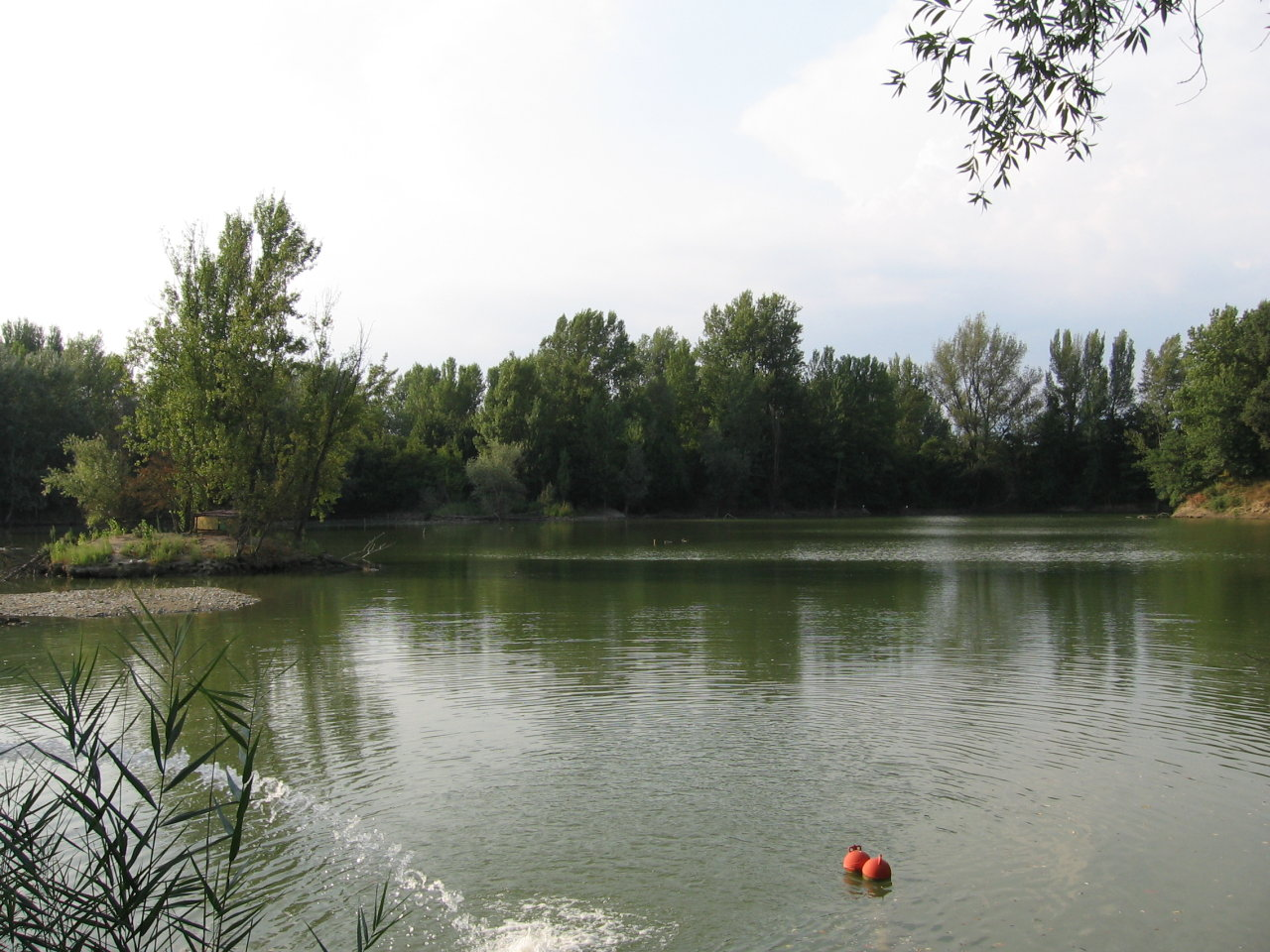
Veduta del Laghetto Airone

Il progetto di bonifica e di risistemazione ambientale dell'area ha visto una prima fase durante la quale si è provveduto ad una rimozione e trattamento dei materiali con metodologie diverse a seconda del tipo di rifiuti da smaltire: i rifiuti industriali, i rifiuti ingombranti e quelli speciali (ad esempio amianto), i più pericolosi per la salute dell'uomo, sono stati rimossi e destinati ad impianti di smaltimento finale, mentre i rifiuti solidi urbani sono stati raccolti e posizionati in un'unica zona, messa in sicurezza con opere di contenimento ed isolamento dal contesto ambientale.
Nella fase successiva si è provveduto a colmare le zone soggette a scavo per l'asportazione dei rifiuti ed alla messa in posa di siepi ed alberi.
La terza fase ha visto la sistemazione ambientale dell'area, con la ricostruzione degli habitat tipici delle zone umide (a cui appartiene anche l'area del Parco Chico Mendes, facente parte di quella che in età remota era un'antica palude alluvionale che si estendeva dal fiume Arno fino ai primi bastioni di Monte Morello) mediante la collocazione di piante appartenenti alla flora locale.
L'ultima fase dell'intervento di bonifica ha visto la realizzazione di numerosi invasi artificiali, i due principali dei quali (denominati Laghetto Martin Pescatore e Laghetto Airone) sono collegati da un piccolo canale che consente lo spostamento della fauna ittica, la recinzione di tutta l'area interessata con una rete metallica e una siepe e la realizzazione di numerosi sentieri per l'esplorazione del parco che collegano quasi completamente tutti i laghetti (alcuni sono stati volutamente lasciati poco accessibili per creare zone più 'tranquille' a disposizione degli animali più sensibili alla presenza umana).

## Fauna

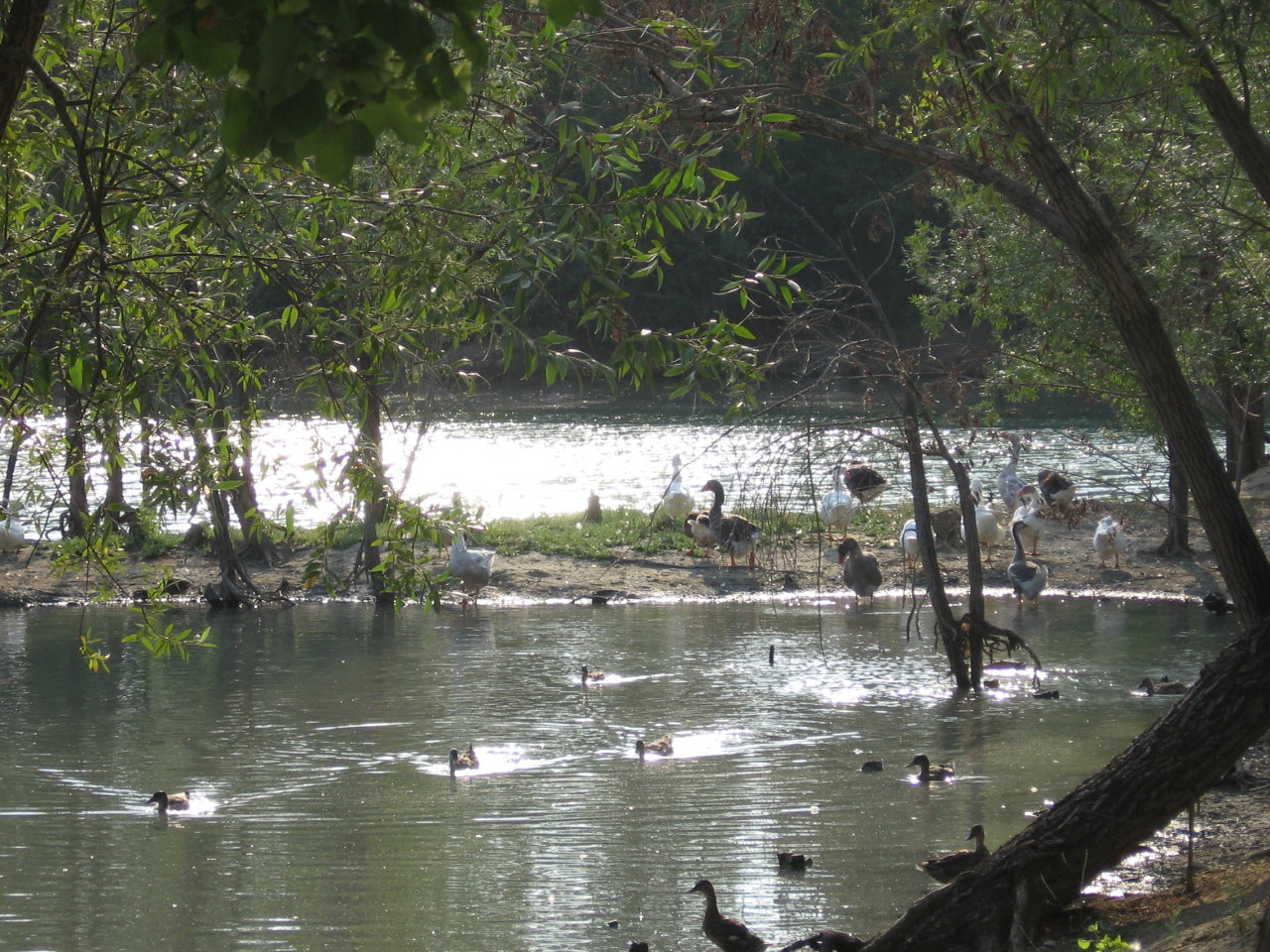
Un gruppo di uccelli acquatici sulle rive del laghetto Martin Pescatore

I numerosi alberi presenti producono molte bacche; queste offrono cibo ai numerosi uccelli acquatici che vivono nel parco e vi si incontrano soprattutto: oche selvatiche, ma anche gallinelle d'acqua, cigni ed anatre, germani, aironi cenerini, i piccoli martin pescatori ed i più riservati piro piro piccoli. La realizzazione di alcune piccole isole lacustri dà loro rifugio per la nidificazione. Nell'area sono stati installati anche nidi artificiali per accogliere gli uccelli rapaci diurni e notturni. 

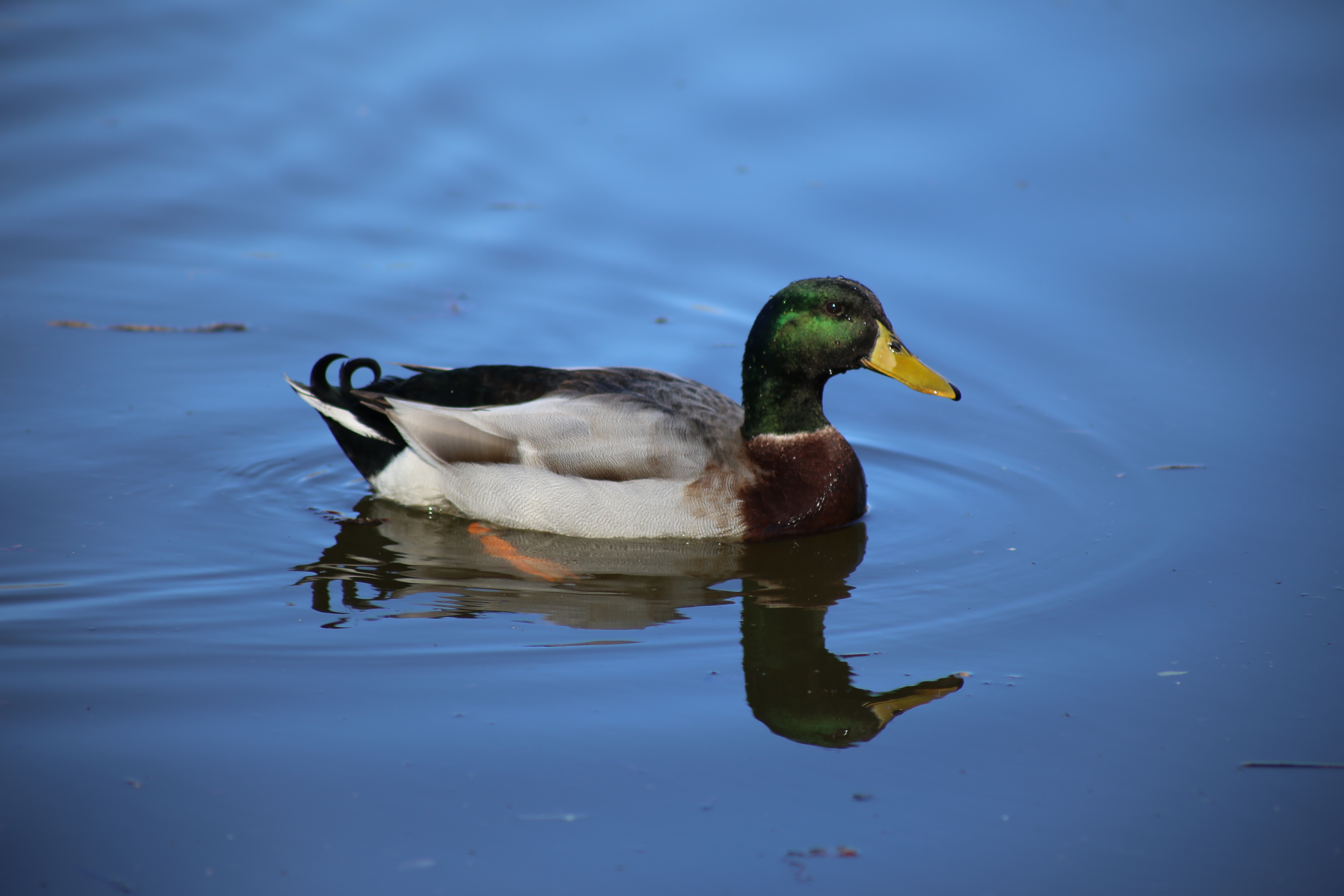
Un esemplare di Germano reale maschio fotografato nel parco

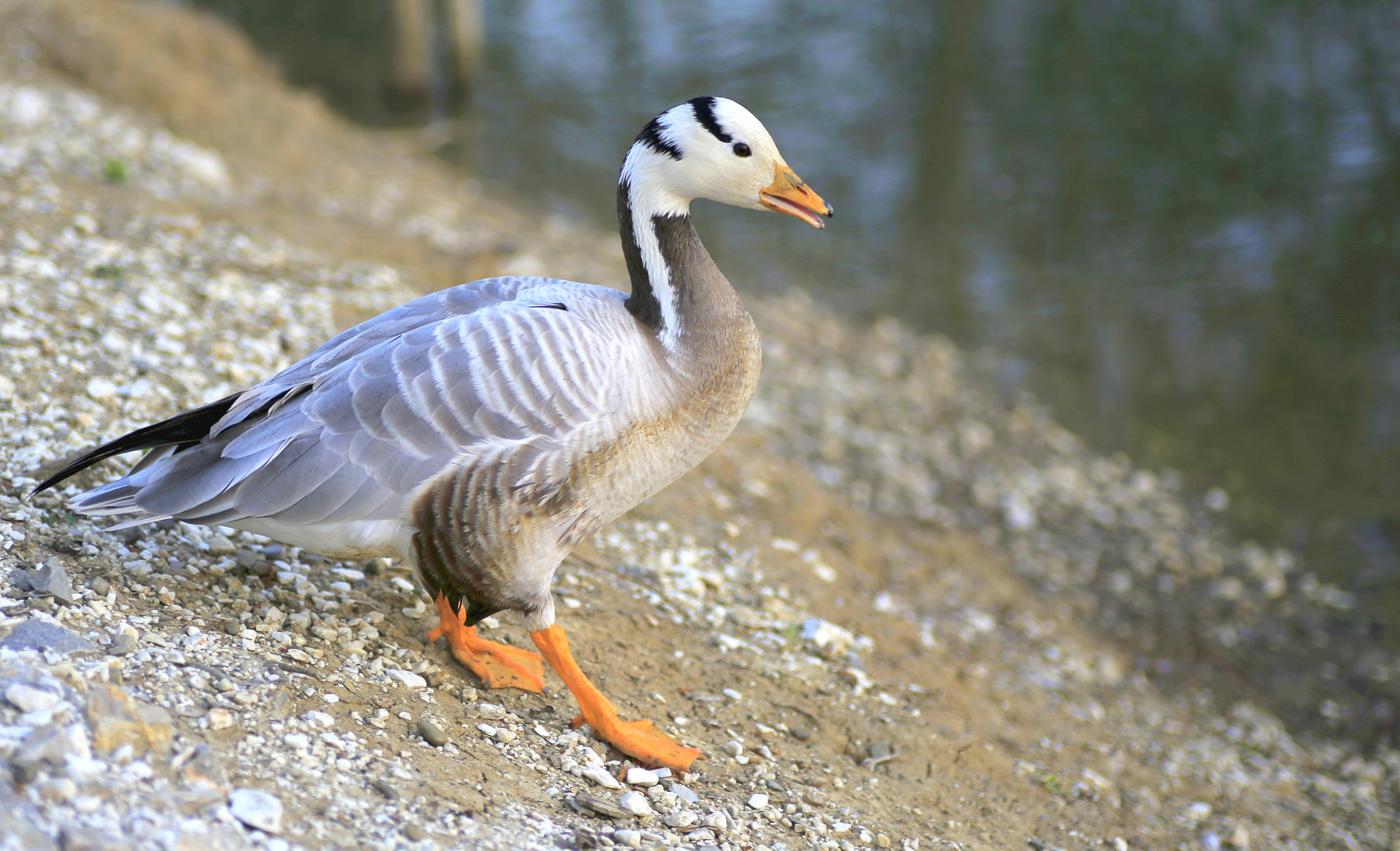
Un esemplare di oca indiana fotografato nel parco

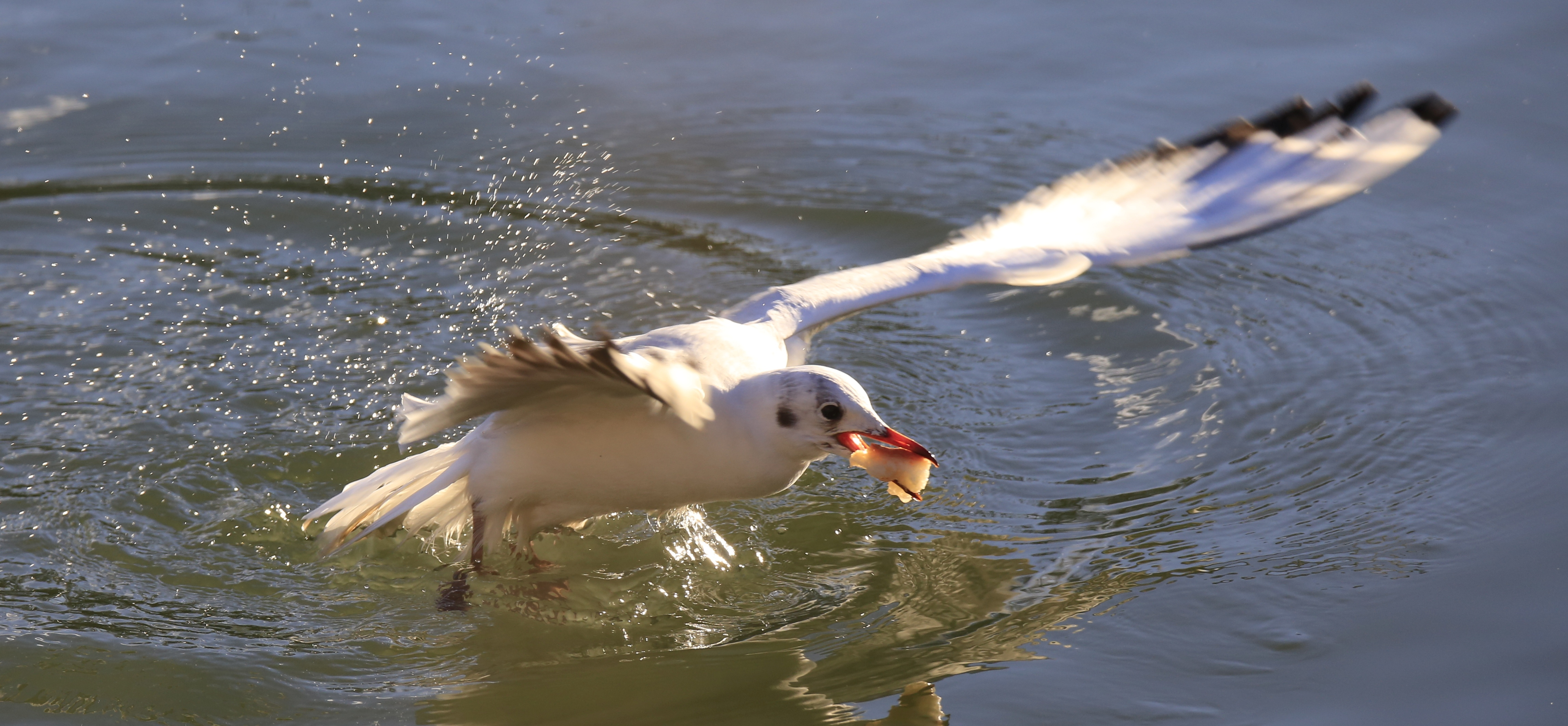
Un gabbiano della specie Chroicocephalus ridibundus fotografato nel parco

I laghetti ospitano una nutrita fauna ittica costituita sia da pesci di grandi dimensioni quali le tinche, le carpe, i lucci e i pesci gatto, sia dalle più piccole alborelle, dalle scardole, dai persici sole e dalle gambusie.
Da segnalare la presenza della rana verde e della innocua biscia dal collare.
Presenti anche numerose nutrie, e un piccolo gregge di capre, solitamente alloggiato all'interno di un'area recintata.

## Galleria d'immagini

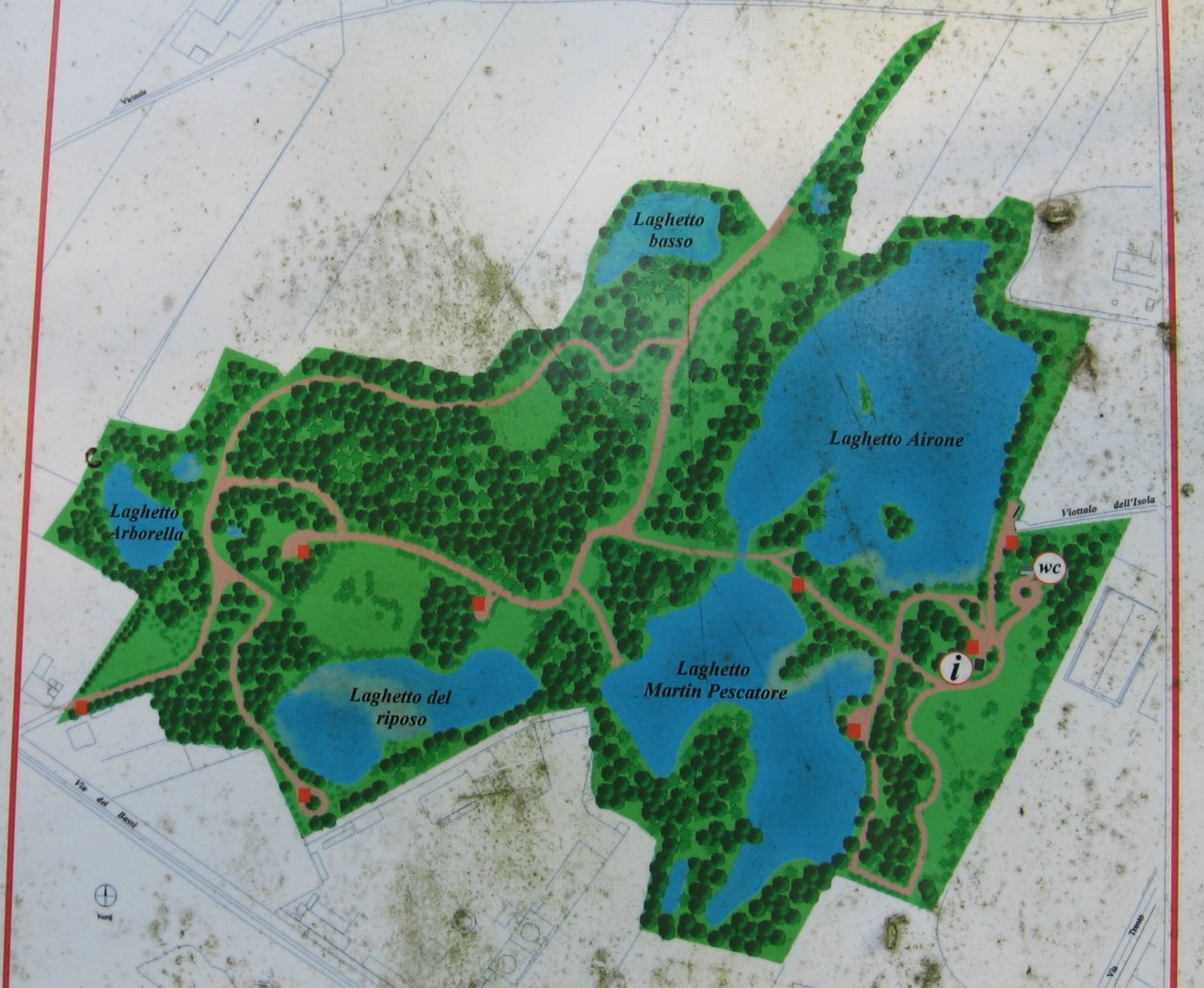
Foto della mappa del parco
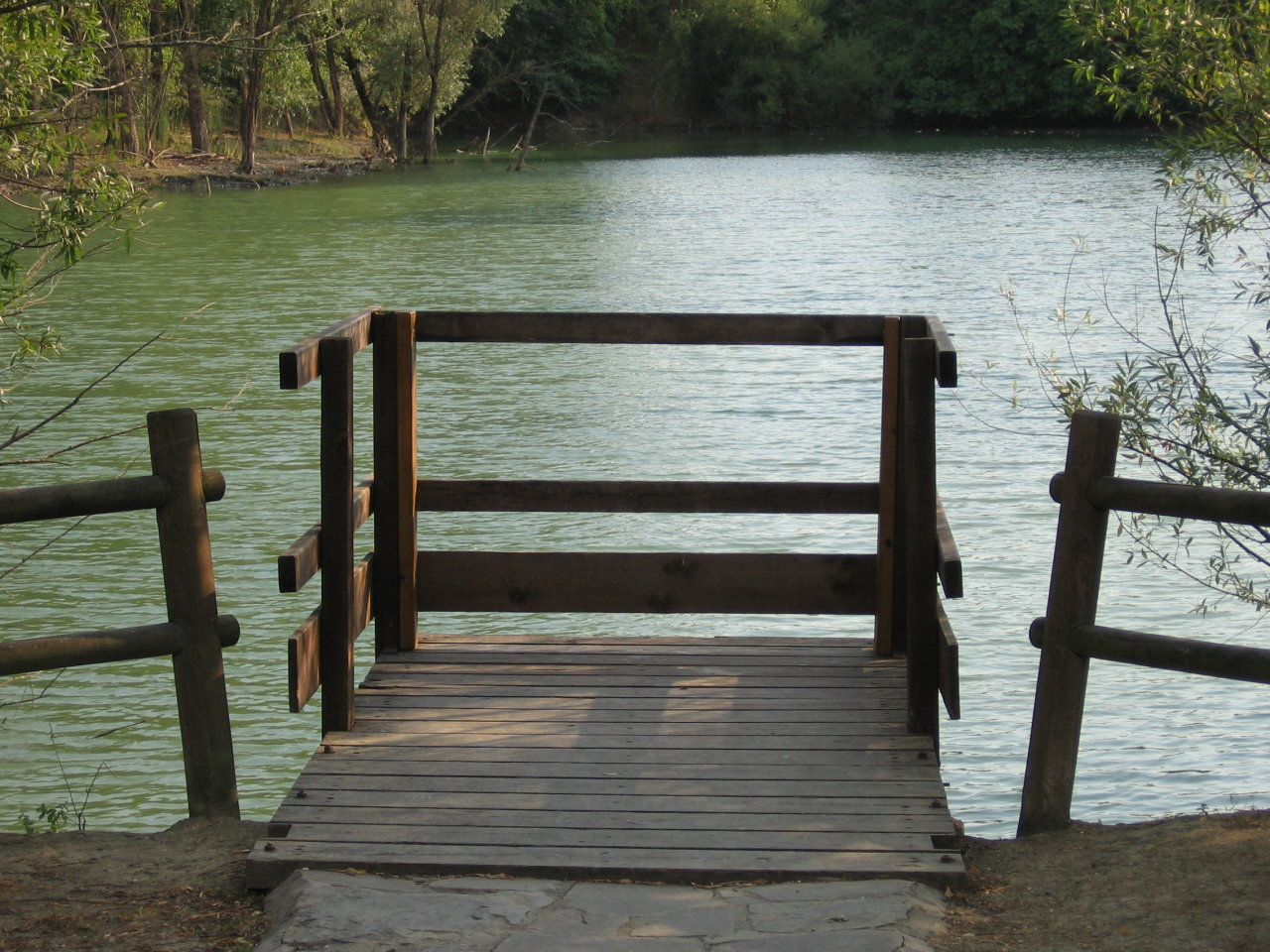
Laghetto Martin Pescatore
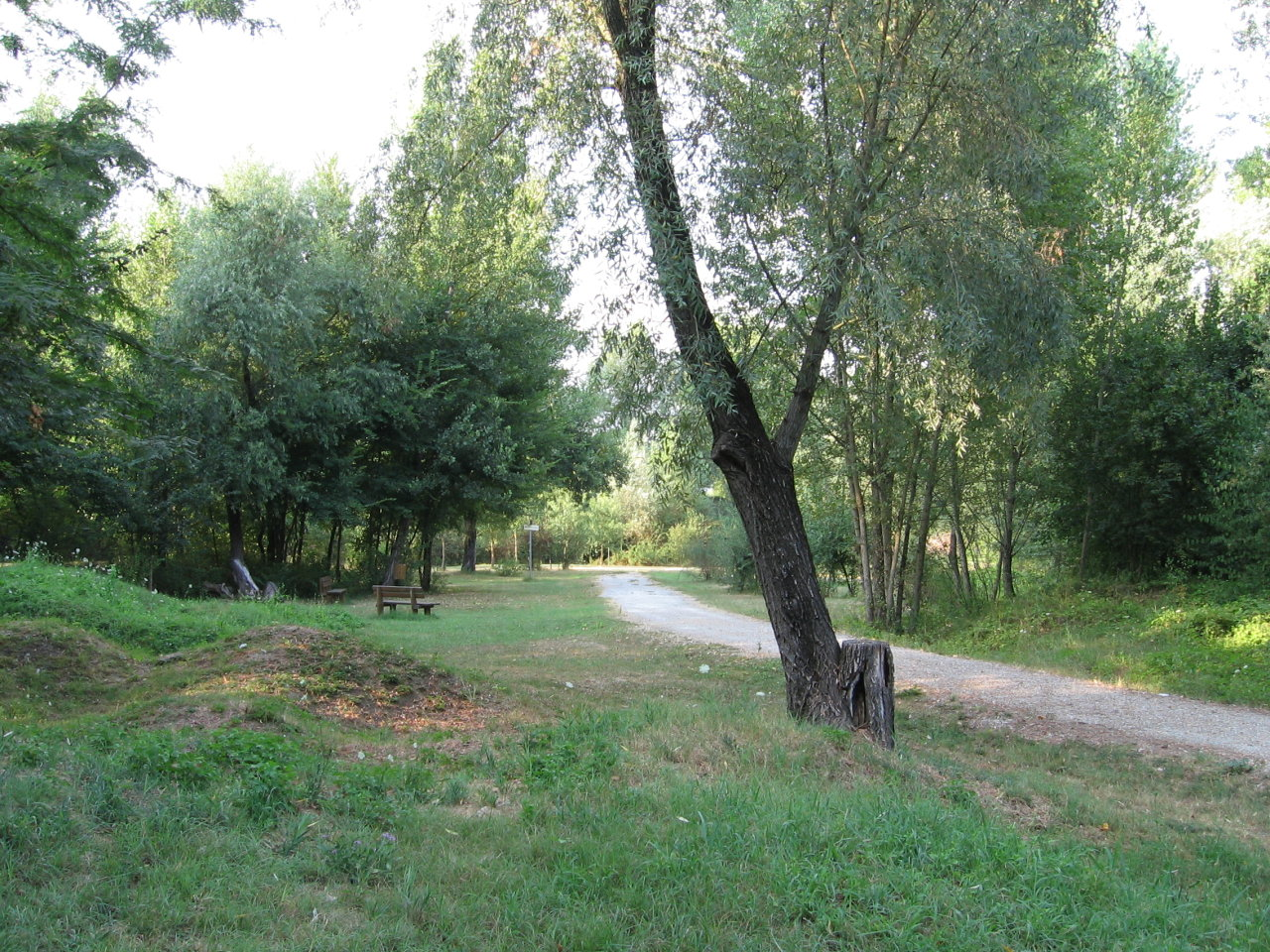
Sentiero all'interno del parco
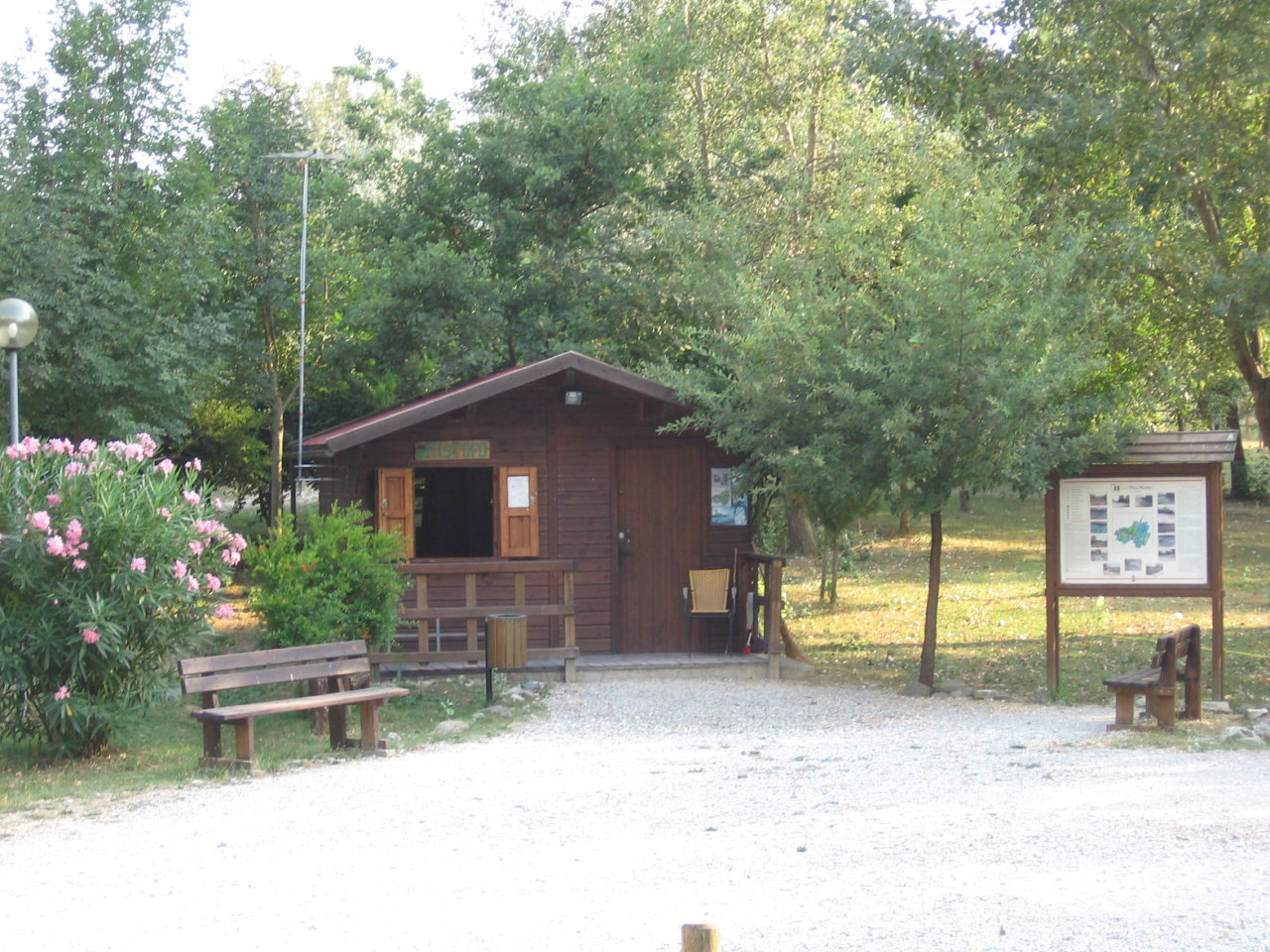
Il Punto Informazioni
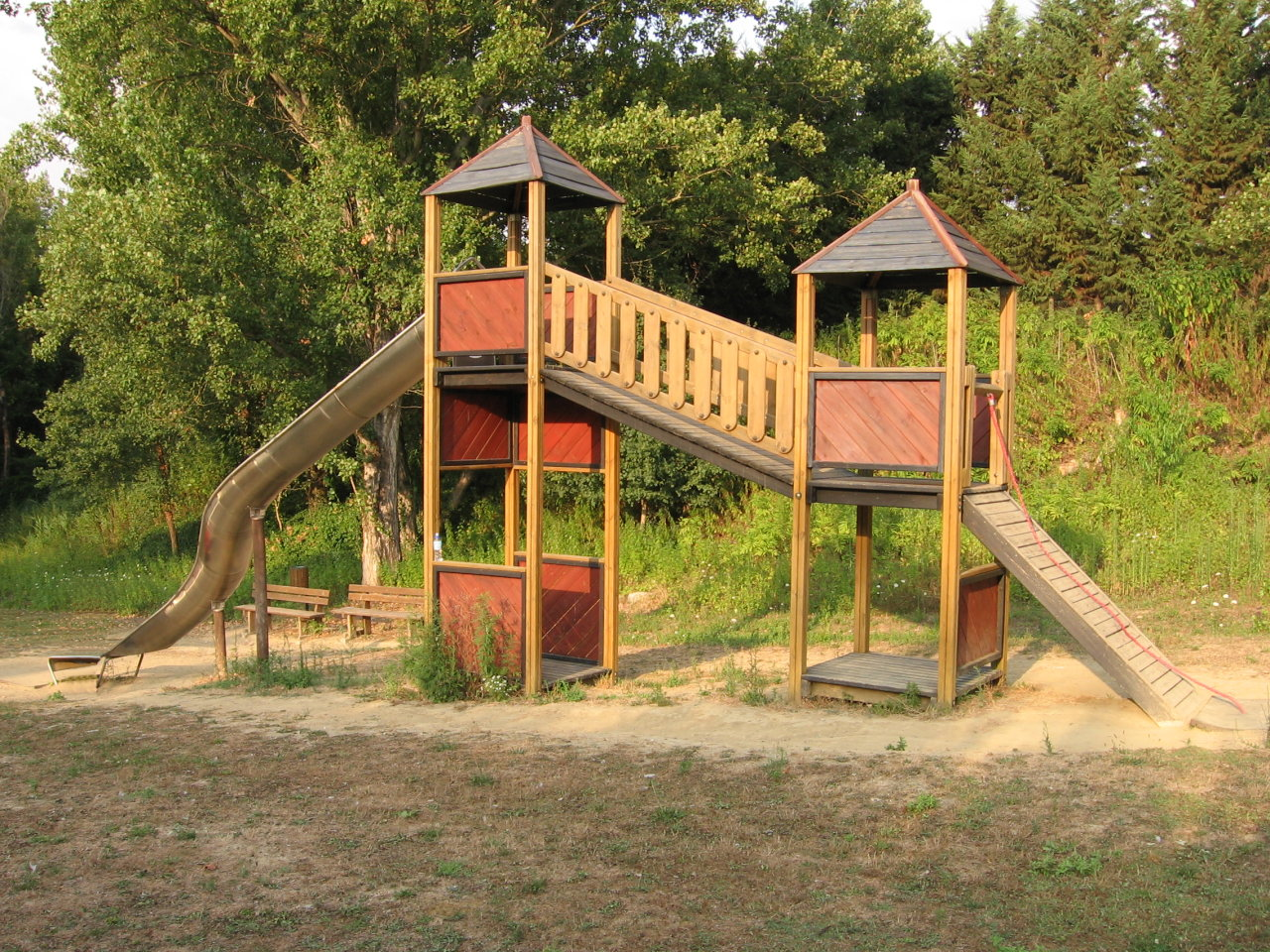
Lo scivolo del parco
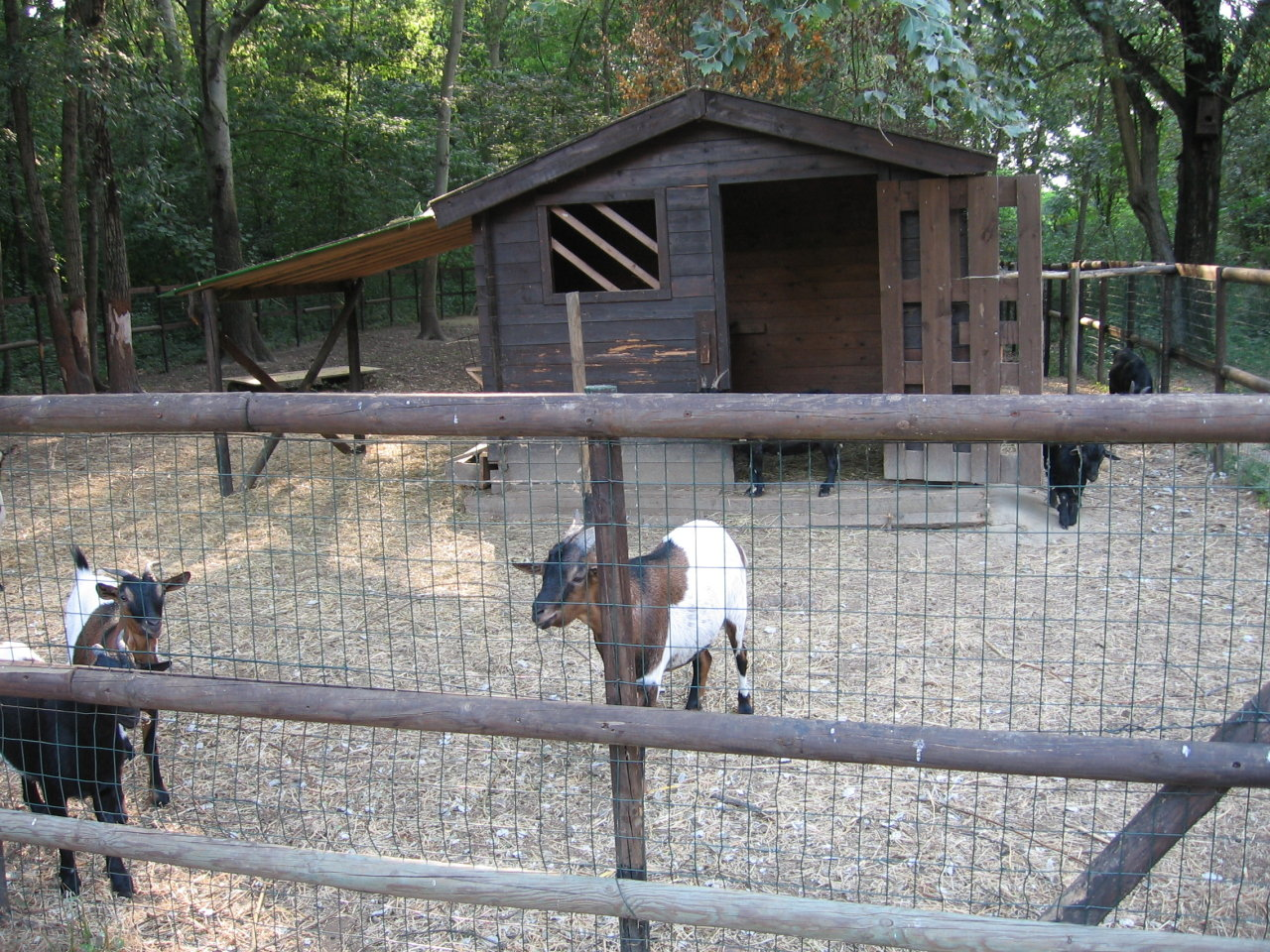
Le capre nel loro recinto
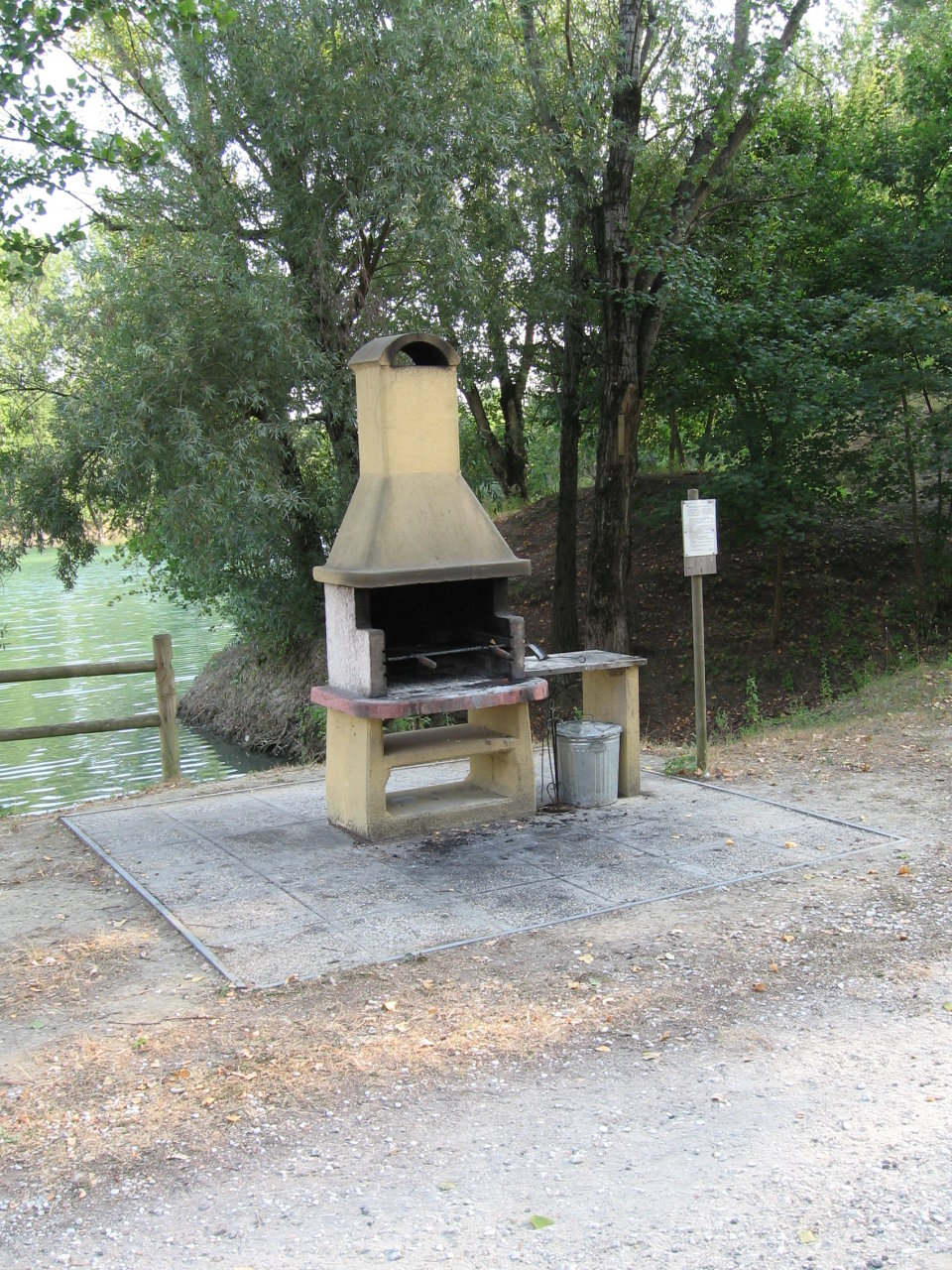
Uno dei barbecue presenti all'interno del parco

- Wikimedia Commons contiene immagini o altri file su parco Chico Mendes